# ژو فنگ
ژو فنگ (به چینی: 周風،  زادهٔ ۱۲ سپتامبر ۱۹۹۳) کشتی گیر زن کشور چین است.
از افتخارات وی می‌توان به کسب مدال نقره مسابقات قهرمانی کشتی جهان ۲۰۱۵و مدال برنز مسابقات قهرمانی کشتی جهان ۲۰۱۸ و سه مدال طلا بازی‌های آسیایی ۲۰۱۴ و بازی‌های آسیایی ۲۰۱۸ و بازی‌های آسیایی ۲۰۲۲ اشاره کرد. وی سابقه حضور در المپیک ۲۰۱۶ ریو و المپیک ۲۰۲۰ توکیو و المپیک ۲۰۲۴ پاریس را دارد.